# کامرای
کامرای (به انگلیسی: Cammeray) یک حومه شهر در استرالیا است که در نیو ساوت ولز واقع شده‌است.